# Даниела Стоичкова
Даниела Милева Стоичкова е българска народна певица – контраалт, изпълнителка на народни песни от Кюстендилския край, вокален педагог.

## Биография
Даниела Стоичкова е родена на 26 ноември 1973 г. в град София. От детска възраст наследява от родителите си любовта към фолклора и участва в самодейни групи и училищни хорове. По-късно завършва Средното музикално училище „Филип Кутев“ гр. Котел, специалност „народно пеене“. През 1993 г. работи в Държавния ансамбъл за народни песни и танци „Филип Кутев“, а година по-късно става част от женския народен хор „Мистерията на българските гласове“, където пее. От 1994 г. е част от „Ева Квартет“, отличавайки се със собствен стил и репертоар. Даниела работи с много известни музиканти както в България, така и в Европа, Северна и Латинска Америка, Япония, Южна Корея, Китай и др. Представя българския песенен фолклор по целия свят. Има многобройни участия и записи в радиа и телевизии. Преподавала е народно пеене в школа „Фолклорика“.